# Anne-Marie Dermon
Anne-Marie Dermon (* 16. Juni 1944 in Zürich; † 6. Januar 2018 ebd.) war eine Schweizer Theaterschauspielerin.

## Leben
Sie besuchte die Schauspielschule Zürich und gab ihr Debüt am Schauspielhaus Zürich. 1964 bis 1967 war sie am Nationaltheater Mannheim tätig, 1967 bis 1972 agierte sie beim Bayerischen Staatsschauspiel in München. Hier war sie als Donna Siebenschwert in Paul Claudels Der seidene Schuh und als Virgilia in William Shakespeares Coriolanus zu sehen.
1972 wurde sie Ensemblemitglied am Schauspielhaus Zürich, wo sie bis 2004 auf der Bühne stand. Wichtige Rollen waren Virginia in Leben des Galilei (1972), Glafira in Maxim Gorkis Jegor Bulytschov und die anderen (1973), Rikke in der Uraufführung von Carl Zuckmayers Der Rattenfänger (1975, Regie Leopold Lindtberg), Gräfin Geschwitz in Lulu (1977), Lotte in Groß und Klein von Botho Strauß (1979), Medea in "Medea" (Euripides/Luca Ronconi 1981), Prothoe in Penthesilea (1984), Lady Milford in Kabale und Liebe (1988) und Frau Ill in Der Besuch der alten Dame (1994).
Dermon starb am 6. Januar 2018 in Zürich.

## Filmografie
- 1972: Pater Brown (Fernsehserie, eine Folge)
- 1973: Ein Fall für Männdli (Fernsehserie, 3 Folgen)
- 1976: Der Gehülfe
- 1977: Der Tag, an dem der Papst gekidnappet wurde
- 1985: Fast eine Weihnachtsgeschichte
- 1986: Ein Stück aus ihrem Leben (Fernsehserie, eine Folge)
- 1988: Einer will nicht mehr mitmachen
- 1990: Ein erster Wurf ist meistens das Beste (Johanna Spyri in der Johanna Spyri-Biografie)